# Extension-Locus
Als Extension-Locus (E) bezeichnet man den Locus des Gens für das Transmembranprotein MC1R, dessen Mutationen im unterschiedlichen Ausmaß die Menge des Eumelanins in den Haaren verringern und gleichzeitig die Menge des Phäomelanins vergrößern oder umgekehrt.

## Genetik und Physiologie
Der Extension-Locus (E) ist das Gen für den Melanocortinrezeptor 1 (MC1R), dessen Funktion gleichzeitig durch das Agouti signaling peptide (ASIP) beeinflusst wird, das vom Agoutilocus (A) verschlüsselt wird.
Es gibt ein dominantes Allel ED, durch das die betroffenen Tiere unabhängig vom Agouti-Locus vollständig dunkel werden (Melanismus). Durch das rezessive Allel e wird, wenn es homozygot vorliegt, das Fell am ganzen Körper rotgelb, da kein Eumelanin, sondern nur Phäomelanin gebildet werden kann. Dazwischen gibt es mehrere Allele, die den Einfluss des Agouti-Gens zulassen, so dass ein Muster möglich wird, beispielsweise Streifen oder Flecken. Oft ist es schwer, festzustellen, ob der Extension- oder der Agouti-Locus für eine Mutation verantwortlich ist, da die von der Mutation betroffenen Tiere äußerlich gleich aussehen können.

## Pferd
Beim Pferd lässt das dominante Allel E den Einfluss des Agoutilocus zu. Ein Pferd mit diesem Allel kann ein Rappe oder ein Brauner (Braun mit schwarzer Mähne und schwarzem Schweif) sein und zusätzlich durch verschiedene Aufhellungsgene und Scheckgene beeinflusst sein. Ist ein Pferd für das Allel e homozygot, ist es ein Fuchs (vollständig braun) mit den entsprechenden Abwandlungen dieser Farbe, wie in Genetik der Pferdefarben beschrieben

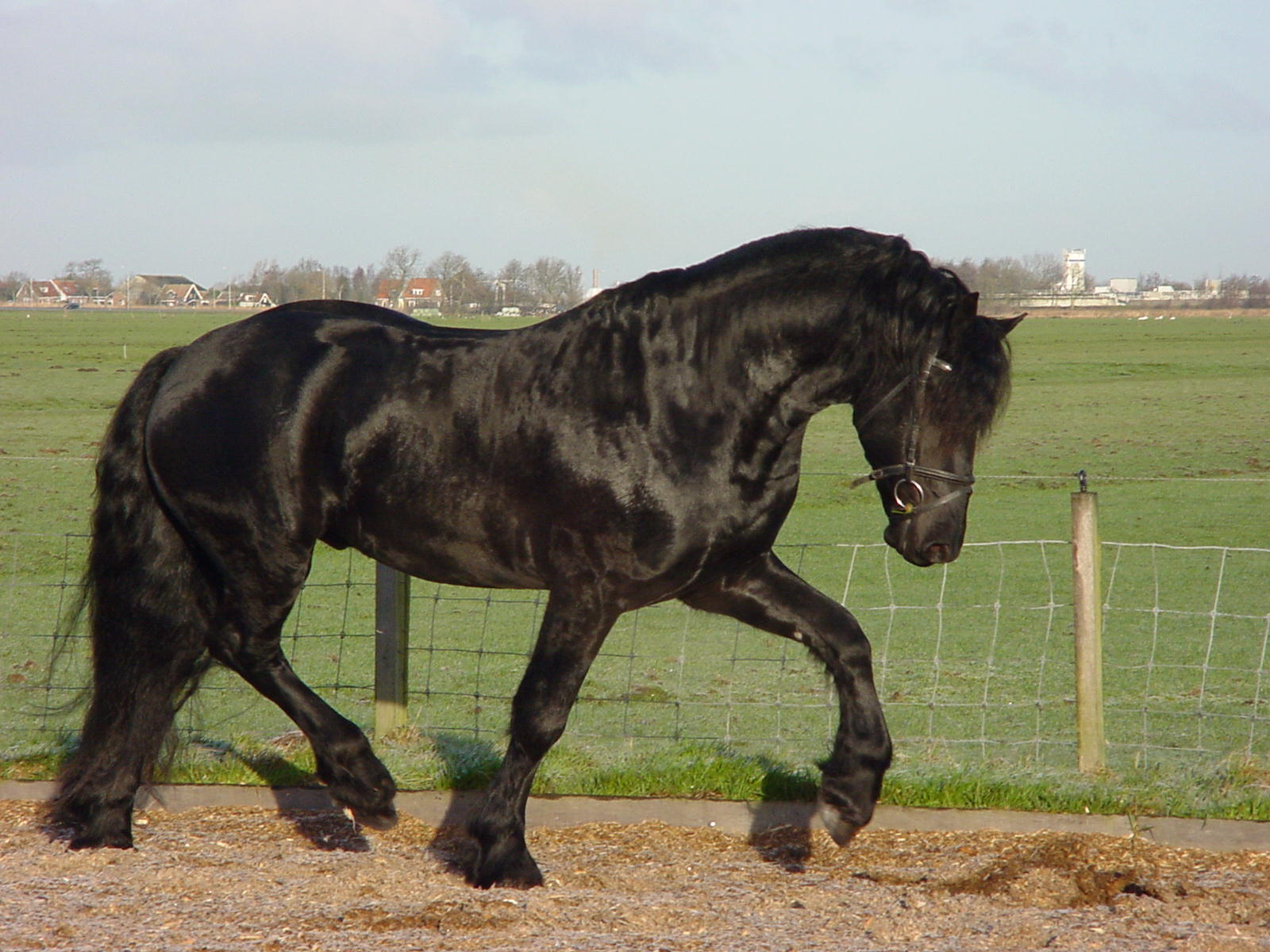
Rappe, Genotyp: EE oder Ee
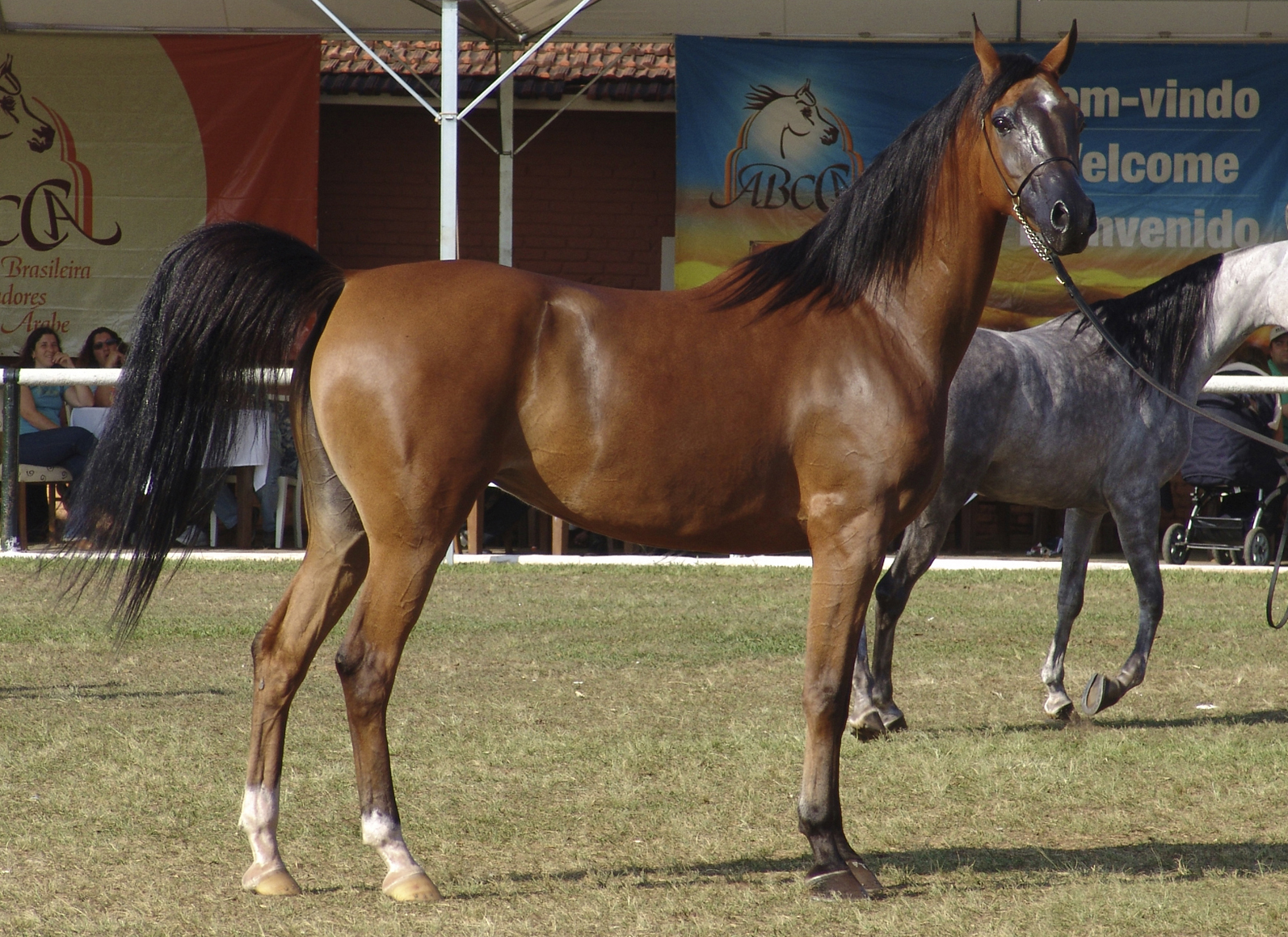
Brauner, Genotyp: EE oder Ee
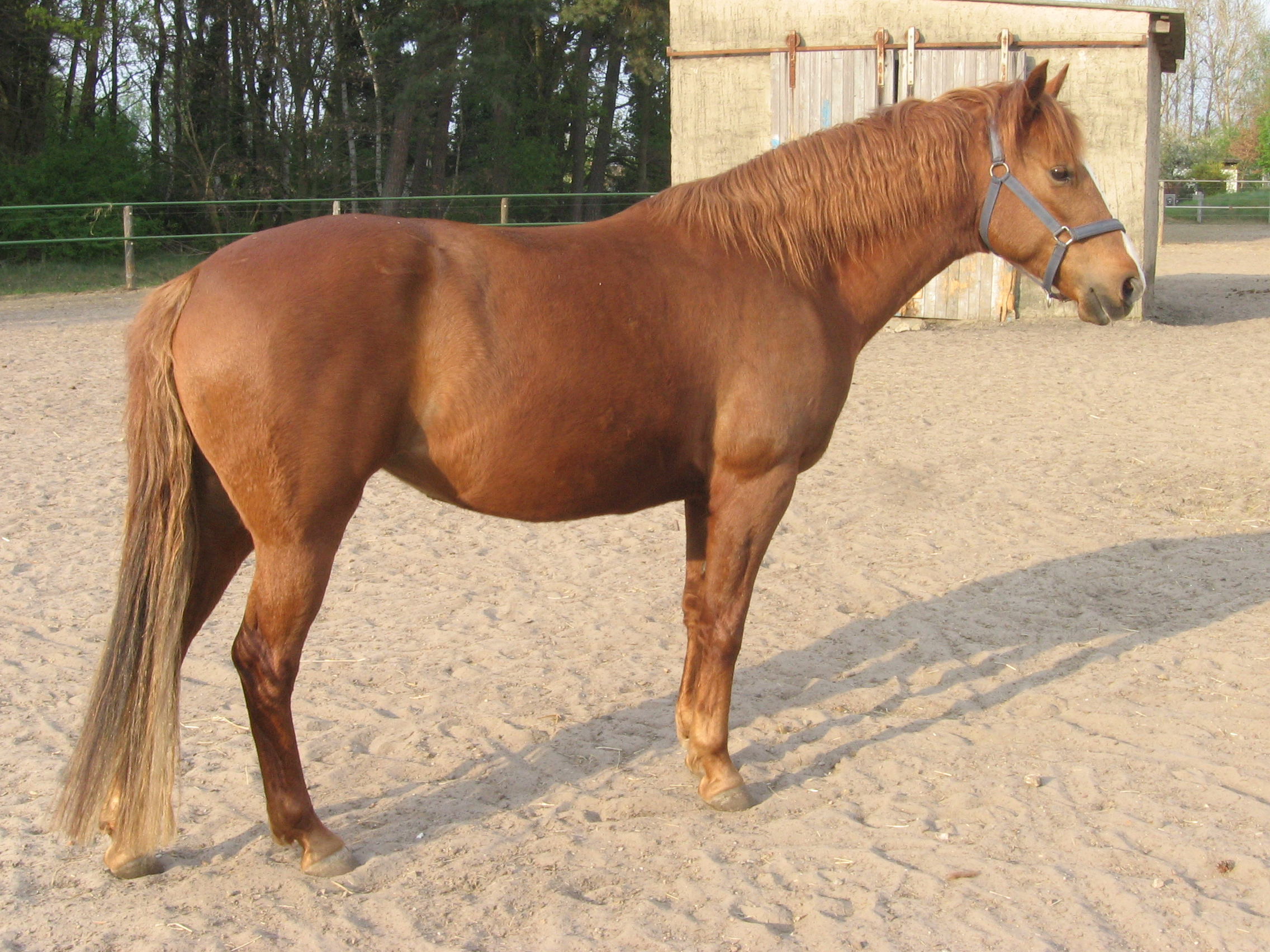
Fuchs, Genotyp ee

## Mensch
Beim Menschen führt eine Mutation des Extension-Locus, die das zugehörige Protein funktionsunfähig macht, zu Roter Haarfarbe und blasser Haut, dem sogenannten Null-Phänotyp für MC1R. Die Augenfarbe wird durch das Gen nicht beeinflusst. Eine andere Mutation führt zu erblicher Anfälligkeit für malignes Melanom.
Vergleichende genomische Untersuchung des humanen Extension-Locus mit dem von Schimpansen zeigen, dass der Zeitpunkt der Evolution der permanenten, dunklen, eumelaninreichen Hautpigmentierung mit der Entwicklung der funktionellen Haarlosigkeit und der erhöhten Dichte der ekkrinen Schweißdrüsen früh in der Geschichte der Gattung Homo zusammenfiel, etwa vor 1,2 Millionen Jahren oder früher.

## Hund

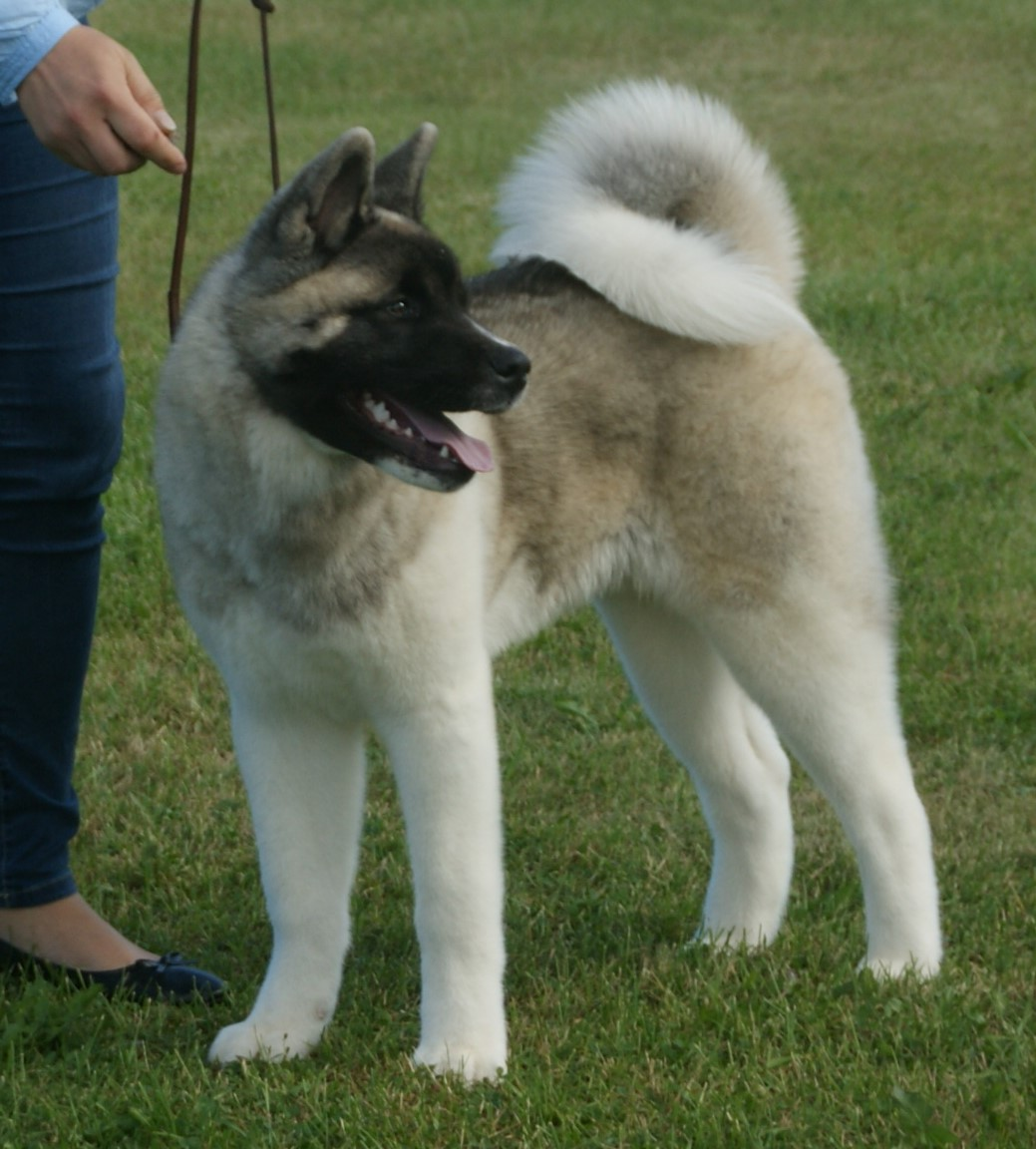
American Akita mit schwarzer Maske durch E^{M}

Beim Haushund befindet sich der Extensionlocus auf dem Chromosom CFA5.
Hunde mit dem Wildtyp-Allel E können sowohl Eumelanin als auch Phäomelanin produzieren und ins Fell einlagern, während Hunde, die das rezessive Allel e homozygot haben (z. B. Golden Retriever und Irish Setter), nur Phäomelanin ins Fell einlagern. Eumelanin kann bei Hunden mit Genotyp ee auf dem Extension-Locus in bestimmten Hautbereichen eingelagert werden, so dass sie eine schwarze Nase, schwarze Augenlider und schwarze Pfotenballen haben können.
Die Farbe des roten Chow-Chows wird jedoch durch eine andere, unbekannte Mutation hervorgerufen.
Ein weiteres Allel, EM, das in der Dominanzhierarchie über E und e steht, bewirkt die Ausbildung einer schwarzen Maske.

## Katze

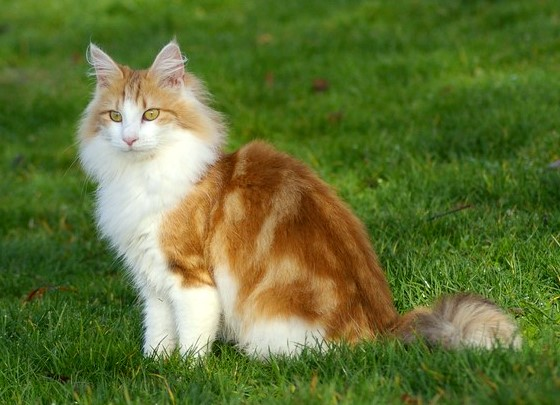
Norwegische Waldkatze Amber und Weiß

Bei der Hauskatze ist eine Mutation des Extension-Locus verantwortlich für die Fellfarbe Amber, die zurzeit nur bei der norwegischen Waldkatze anerkannt ist.

## Huhn
Aus der klassischen Genetik sind acht Allele des Extended-Black-Locus beim Huhn bekannt. Inzwischen wurde nachgewiesen, dass dieser Genort mit dem Extensionlocus der Säugetiere identisch ist.

## Blinder Höhlensalmer

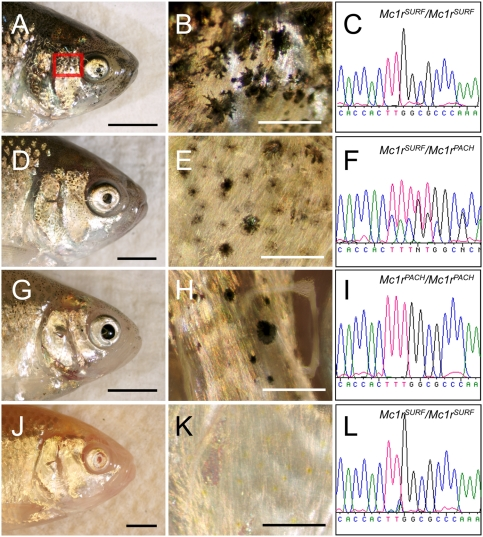
Brown-Mutation - A Wildfarbener Blinder Höhlensalmer
D Für die Braun-Mutation heterozygoter Blinder Höhlensalmer
G Für die Braun-Mutation homozygoter Blinder Höhlensalmer
J Albinovariante des Blinden Höhlensalmers

Beim Blinden Höhlensalmer (Astyanax mexicanus) werden mehrere Mutationen des Extension-Locus als Brown-Mutation bezeichnet, die sich in unterschiedlichen Populationen des Fisches entwickelt haben und zu brauner Farbe von Augen und aufgehellter Haut und Schuppen führen. Durch diese Mutationen wird das durch das Gen codierte Rezeptorprotein funktionsunfähig. Während einige Populationen der Höhlensalmer zusätzlich zur Brown-Mutation noch vollständigen Albinismus vom Typ OCA2 haben, sind andere nur durch eine der Brown-Mutationen aufgehellt.